# Écran laser

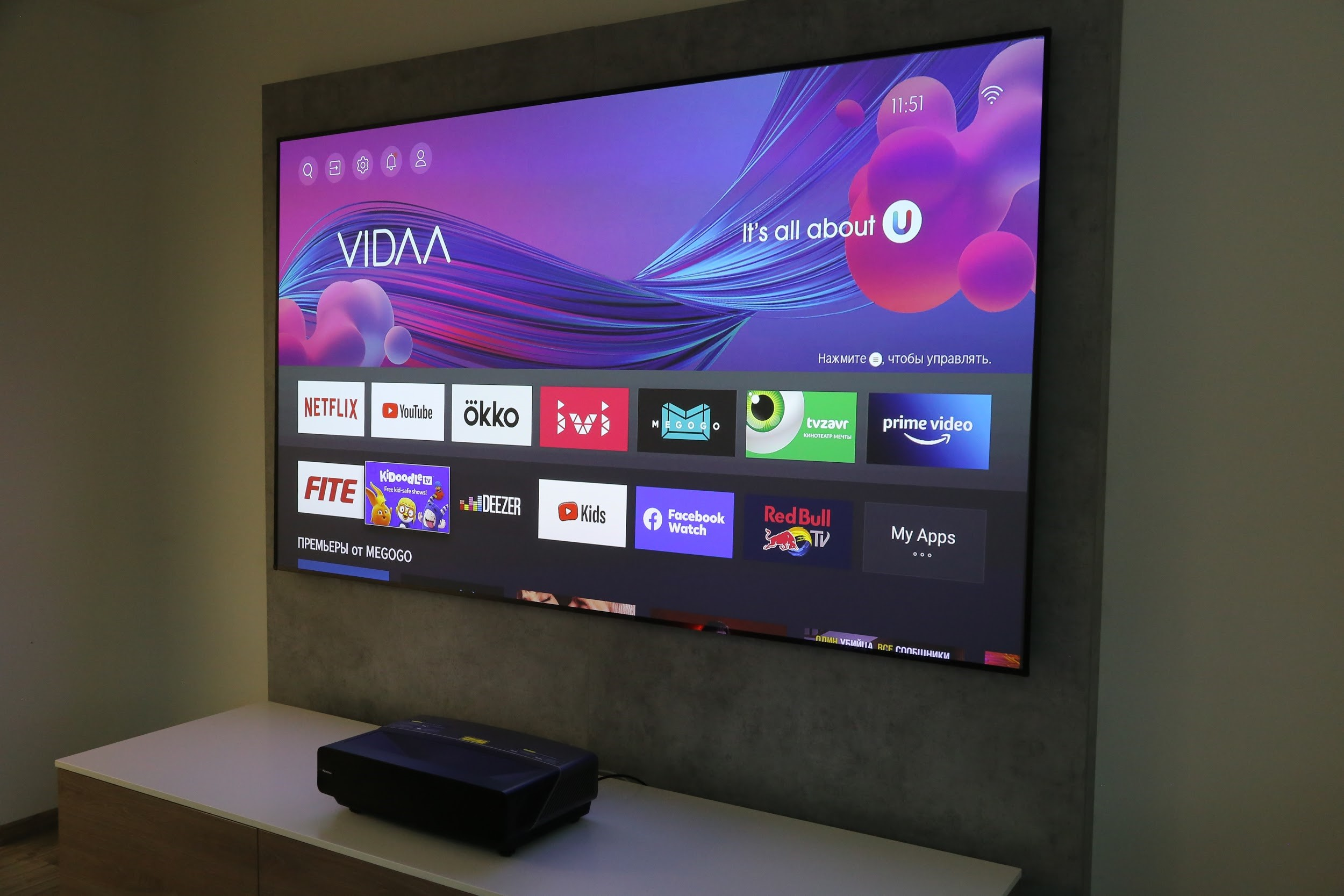
Un téléviseur laser de la marque HiSense.

L’écran laser ou le téléviseur laser est une technologie d’affichage lumineux utilisant une technique similaire à la rétroprojection mais en utilisant trois lasers de couleur rouge, vert et bleu au lieu de lampe aux halogénures métalliques.  

## Histoire
Il semble que la technologie ait été pensée dès les années 1970. Cependant elle a été pour la première fois exposée lors de l’Internationale Funkausstellung Berlin de 1993. Schneider Rundfunkwerke a pris 3 ans et 10 millions de dollars pour produire le premier écran laser qui faisait près de 600 kg et coûtait 60 000 dollars. Le directeur technique de Sony Europe, Roger Lagadec, a quant à lui commenté que 6 autres entreprises avaient déjà développé cette technologie sans préciser lesquelles. 
La technologie est revenue sur le devant de la scène en 2006 lorsque Mitsubishi a présenté son premier écran laser lors du Las Vegas Consumer Electronics Show qu’il a développé en collaboration avec Arasor et Novalux. Mitsubishi a démontré les qualités de son écran laser en le mettant côte à côte avec un écran à plasma. Lors de cette démonstration, il est également annoncé que la commercialisation débutera fin 2007. D’autres démonstrations ont eu lieu au Consumer Electronics Show de 2007, puis 2008 avec une date de sortie toujours décalée. 
Septembre 2008, Mitsubishi annonce le lancement sur le marché américain du premier écran laser dans la gamme LaserVue. Ils seront finalement disponibles début novembre. Avant la fin septembre, Mitsubishi annonce également que l’écran sera réservé pour le marché américain et qu’il ne compte pas sortir de modèle en Asie ni même en Europe. En effet, le relatif encombrement en profondeur de l’écran d’une vingtaine de centimètres a justifié le fait d’être à concurrence inégale avec la technologie d’écran à plasma et d’écran à cristaux liquides devenant de plus en plus fins. La technologie de laser étant une technique de rétroprojection, la capacité de réduction de sa profondeur reste limitée.

## Technologie
L’écran laser utilise une technologie dérivée de celle utilisée dans les systèmes de rétroprojection. La différence majeure se situe dans la source de lumière utilisée à savoir trois lasers de couleur : rouge, vert et bleu. Les lasers émettent des rayons qui se réfléchissent sur des milliers de micromiroirs. Chaque micromiroir représente un pixel sur l’écran. Les miroirs sont contrôlés par un signal électrique qui les pousse à se mettre en dehors ou en travers du rayon de laser. Si le miroir sort du rayon du laser, l’écran affiche un pixel noir, c’est-à-dire que comme pour les écrans OLED, le pixel ne produit aucune lumière. Si le miroir se met en travers du rayon de laser, la couleur affichée à l’écran correspond à celle de la lumière du laser. Ces miroirs se meuvent des milliers de fois par seconde ce qui rend l’image affichant un rouge, un bleu et un vert fondamental. C’est l’utilisation des lasers qui permet de rendre approximativement 90 % du gamut des couleurs contre 35 à 40 % pour la technologie d’écran à plasma,.
La technologie aurait un coût deux fois plus élevé que la technologie de l’écran à plasma. Le poids de l’écran serait également deux fois plus élevé. Du fait de l’utilisation de lasers, les pixels morts ne sont pas possibles et l’image ne se détériorerait pas au fur et à mesure de l’utilisation de l’écran. Les écrans laser de Mitsubishi sont équipés également de processeur pouvant gérer l’affichage 3D similaire à l’IMAX. Il semble que la technologie Laser serait plus adaptée pour de grands écrans alors que la technologie OLED serait quant à elle adaptée pour des petits écrans. Les premiers écrans sortis par Mitsubishi étaient de 65 et 73 pouces de diagonale d’image. 

## Performances
- Les écrans sont censés consommer environ 3 à 4 fois moins que les actuels écrans plasma.
- Le gamut serait classé ITU-R BT.709, la norme HD de l'Union internationale des télécommunications.
- La durée de vie des écrans serait de 50 000 heures soit légèrement inférieure à celle des écrans plasma.
- La luminosité serait de 500 cd/m2.
- Les écrans auraient une capacité de réaction similaire aux écrans à tube cathodique.
- L’angle de vue serait de 160 degrés.